# Gare de Vergèze - Codognan
Gare de Vergèze - Codognan – stacja kolejowa w Vergèze, w departamencie Gard,  regionie Oksytania, we Francji.
Jest stacją Société nationale des chemins de fer français (SNCF), obsługiwaną przez pociągi TER Languedoc-Roussillon.